# Poços de Caldas (tiểu vùng)
Poços de Caldas là một tiểu vùng thuộc bang Minas Gerais, Brasil. Tiều vùng này có diện tích 4632 km², dân số năm 2007 là 308563 người.